# Aston English School
Aston English School är en privat språkskola med fokus på engelska språket. Den första skolan etablerades i Texas, USA 1992, i Kina 1996 och i Vietnam 2008. The Aston Educational Group är en organisation inom Austin English Academy och Aston English Schools.

## Aston Educational Group består av 4 delar
- Aston English School och Aston Business Consulting
- Aston Global Educational Consulting och Austin English Academy
- Aston Associates
- Aston International Singapore